# Józef Żmitrowicz
Józef Żmitrowicz (ur. 9 października 1879 w Poddubiu, zm. 3 marca 1980 w Olsztynie) – polski nauczyciel oraz działacz polityczny i społeczny, poseł na Sejm Ustawodawczy oraz na Sejm Litwy Środkowej. 

## Życiorys
Urodził się w Poddubiu jako syn Józefa i Konstancji. Był absolwentem VI Gimnazjum w Petersburgu. Po maturze podjął studia prawnicze na uniwersytetach w Petersburgu i Charkowie. Pracował jako nauczyciel w Białymstoku, a także prowadził ożywioną działalność społeczno-polityczną w organizacjach o charakterze patriotycznym piastując między innymi funkcję sekretarza Wydziału Wykonawczego Polskiego Centralnego Komitetu Narodowego, sekretarza Wileńskiego Towarzystwa Przyjaciół Młodzieży w latach 1906–1916 oraz sekretarza Towarzystwa Szkoły Polskiej w Wilnie w latach 1915–1916. Był również członkiem Towarzystwa Popierania Prasy i Czytelnictwa w Białymstoku oraz Stowarzyszenia Spółdzielczego „Zjednoczenie” w Białymstoku. 
W 1919 uzyskał mandat posła na Sejm Ustawodawczy, gdzie pracował w komisjach konstytucyjnej i oświatowej. W 1922 roku został posłem na Sejm Litwy Środkowej.
Zmarł 3 marca 1980 w Olsztynie i został pochowany tamże, na cmentarzu przy ul. Poprzecznej (kwatera 38/12/15).